# 圓盤角石
圓盤角石（學名：Discitoceras）是一屬已滅絕的鸚鵡螺類。牠們生活在深海藻礁的周圍，游水能力很強，以觸手捕捉小動物為食。

## 特徵
圓盤角石擁有一反捲的殼及寬口的核心和圓腹，殼表有著緊密排列的環紋狀肋條，紋路和殼盤捲的邊線平行。

## 外部連結
- Discitoceras in the Paleobiology Database